# 南王庄乡
南王庄乡，是中华人民共和国河北省石家庄市井陉县下辖的一个乡镇级行政单位。

## 行政区划
南王庄乡下辖以下地区：
南王庄村、南康庄村、大尖山村、东尖山村、西尖山村、南芦庄村、北芦庄村、郎家庄村、割髭岭村、塔寺坡村、塔寺坪村和河应村。